# Anauxesis andreaei
Anauxesis andreaei là một loài bọ cánh cứng trong họ Cerambycidae.